# 関和知

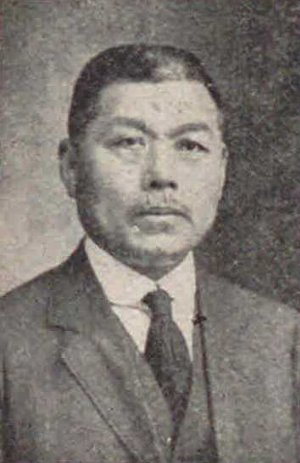
関和知

関 和知（せき わち、1870年11月10日（明治3年10月17日） - 1925年（大正14年）2月18日）は、日本の衆議院議員（憲政会）。族籍は千葉県平民。

## 経歴
千葉県長生郡東浪見村（現在の一宮町）出身。千葉県平民・関八蔵の長男。生家は富裕な農家であった。従って小学校を卒業する頃までの関は何の不自由もなく、気随気儘に父母の暖かい情愛に包まれて成長した。けれども中学に進もうとする時に父が慣れぬ事業に手を出して失敗、没落した。漢学者の塾に通って勉強する傍ら村の小学校の代用教員をつとめた。教員検定試験に合格した。
20歳の時、上京し、立教学校（現・立教大学）に入学して同校を卒業後、東京専門学校（現・早稲田大学）に入学して1895年（明治28年）、邦語政治科を卒業した。郷里に戻って立憲改進党機関紙の記者となったが、廃刊となったため、自ら『新総房』という新聞を創刊した。
1900年（明治33年）に更に一段の雄飛を試みようと再び学徒の生活に戻ることになった。東京英語専修学校（立教大学の前身校の一つで1897年〈明治30年〉開設）に入学し、2年ほどの間英語を修めた。1902年（明治35年）よりアメリカ合衆国に留学した。最初はイェール大学に入学し、後にプリンストン大学に転じ、政治学・経済学・社会学を学んで学位を得、1906年（明治39年）に帰国した。帰国後は『萬朝報』の記者となり、ついで『東京毎日新聞』の編集長に就任した。
1909年（明治42年）、衆議院の第10回衆議院議員総選挙補欠選挙に当選し、以後7回の当選を重ねた。1917年（大正6年）4月、第13回総選挙で当選したが、衆議院議員選挙訴訟の結果、安房郡での選挙が無効となり、同年12月8日、千葉県知事により鵜澤總明・吉植庄一郎・木村政次郎・津田毅一・鵜沢宇八・柏原文太郎・磯野敬・加瀬禧逸・土屋清三郎と共に当選証書が取消され議員を退職し、同月に実施された再選挙で当選した。議員在任中、内務大臣秘書官、司法副参政官を歴任し、加藤高明内閣では陸軍政務次官に就いた。
その他雑誌『憲政』主筆、牛込高等女学校（現在の豊島岡女子学園中学校・高等学校）理事などを務めた。

## 人物
住所は千葉県長生郡東浪見村、東京市小石川区久堅町。

## 家族・親族
関家
- 父・八蔵（1847年 - ?）[2][3]
- 母・むめ（1850年 - ?、千葉平民、岡本七右衛門の長女）[2][3]
- 妹・せつ（1872年 - ?、千葉平民、長谷川繁太郎方へ入家）[2]
- 弟・千三（1878年 - ?）[2]
- 妻・ため（1872年 - ?、千葉平民、吉田榮助の長女）[2][3]
- 長女・ひさ（1892年 - ?、千葉平民、十枝竹松の長男省三に嫁ぐ）[2][3]
- 男・和一（1909年 - ?）[2][3]